# Культурний плюралізм
Культурний плюралізм — термін, який використовується, коли менші групи у великому суспільстві зберігають свою унікальну культурну ідентичність, завдяки чому їхні цінності та практики приймаються домінуючою культурою за умови, що вони відповідають законам і цінностям суспільства в цілому. Як соціологічний термін, визначення та опис культурного плюралізму постійно еволюціонують.

## Плюралістична культура
У плюралістичній культурі групи не лише тісно співіснують, але й розглядають якості інших груп як риси, які варто мати в домінуючій культурі. Плюралістичні суспільства покладають на своїх членів великі надії на інтеграцію, а не на асиміляцію. Існування таких інституцій та практик можливе, якщо культурні спільноти приймаються суспільством в умовах плюралістичної культури, а іноді потребують захисту закону. Часто для прийняття культури може знадобитися, щоб нова культура або культура меншини усунула деякі аспекти своєї культури, які несумісні з законами або цінностями домінуючої культури. Плюраліст Хамед Каземзаде стверджує, що концепція плюралістичної культури була поширена з давніх часів; наприклад, імперія Ахеменідів, заснована Кіром Великим, успішно проводила політику інкорпорації та толерантності до різних культур.

## Відмінність від мультикультуралізму
Культурний плюралізм відрізняється від мультикультуралізму, в якому відсутня вимога домінуючої культури. Якщо домінуюча культура ослаблена, суспільство може легко перейти від культурного плюралізму до мультикультуралізму без будь-яких навмисних кроків з боку суспільства. Якщо громади функціонують окремо одна від одної або конкурують між собою, вони не вважаються культурно плюралістичними.
У 1971 році канадський уряд назвав культурний плюралізм, на противагу мультикультуралізму, «самою суттю» ідентичності нації. Культурний плюралізм може практикуватися в різному ступені групою або окремою особою. Яскравим прикладом плюралізму є Сполучені Штати, де домінуюча культура з сильними елементами націоналізму, спортивна та мистецька культура містить також менші групи з власними етнічними, релігійними та культурними нормами.

## Історія
Поняття культурного плюралізму в Сполучених Штатах сягає корінням у трансценденталістський рух і було розроблене філософами-прагматиками, такими як Горацій Каллен, Вільям Джеймс і Джон Дьюї. Рендольф Борн, теоретик пізніших часів, дав одну з найвідоміших артикуляцій культурного плюралізму у своєму есе 1916 року «Транснаціональна Америка».
Каллен вважається засновником концепції культурного плюралізму. Його есе 1915 року в журналі «The Nation» під назвою «Демократія проти плавильного котла» було написано як аргумент проти концепції «американізації» європейських іммігрантів. Сам термін «культурний плюралізм» він запровадив у 1924 році у своїй праці «Культура і демократія в Сполучених Штатах».
У 1976 році цю концепцію продовжив досліджувати Мервін Кроуфорд Янг у книзі «Політика культурного плюралізму». У своїх африканських дослідженнях Янг підкреслює гнучкість визначення культурного плюралізму в суспільстві. Серед прихильників теорії Янга — моральний і культурний антрополог Річард Шведер.
Стаття 1976 року в «Журналі соціології та соціального забезпечення» запропонувала нове визначення культурного плюралізму, описавши його як соціальний стан, в якому спільноти різних культур живуть разом і функціонують у відкритій системі.